# Зерабулакское сражение
Сражение на Зерабулакских высотах — решающее сражение русской армии под командованием генерала Кауфмана с армией бухарского эмира Музаффара, произошедшее в июне 1868 года на склонах горного хребта Зера-тау между Самаркандом и Бухарой. Закончилось разгромом бухарской армии и переходом Бухарского эмирата в вассальную зависимость от Российской империи.

## Обстановка накануне боя
После захвата Самарканда в мае 1868 года генералом Кауфманом для окончательного разгрома бухарцев был предпринят поход в направлении Бухары. Вскоре была взята сильная крепость Катта-Курган.
Тем временем стало известно, что на Зерабулакских высотах, находящихся примерно в половине пути от Самарканда до Бухары, собирается большое бухарское войско. Согласно разведданным, в нём находилось около 30 тысяч человек. Получив такие известия, генерал Кауфман, оставив в Самарканде небольшой гарнизон, решил с основными силами выдвинуться навстречу противнику. В поход выступили 1,7 тыс. пехотинцев и 300 конных казаков, у них было 14 пушек и 6 ракетных станков.

## Сражение
Ночью 2 (14) июня 1868 года ещё до восхода солнца русский отряд подошел к Зерабулакским высотам. У их подножия стояла бухарская пехота, за ней на возвышенности — 14 орудий и 15 тыс. кавалерии. Для атаки бухарских позиций русские войска были разделены на две колонны, одна под командованием полковника Пистолькорса, другая под командованием полковника Абрамова, а общее командование осуществлял генерал Головачёв. Правая колонна Пистолькорса атаковала левый фланг бухарцев. Одновременно двинулись казаки, а артиллерия начала стрелять картечью по вражеской пехоте. Бухарцы несли большие потери, но их артиллерия не доставала до русских позиций. Русская кавалерия довершила разгром левого фланга бухарцев. После удара левого фланга русских под командованием Абрамова бухарская пехота в центре дрогнула и побежала. Преследование бегущих осуществлялось на протяжении 8 вёрст. Тем не менее, вся лощина, по которой они отступали, была покрыта телами бухарских солдат.

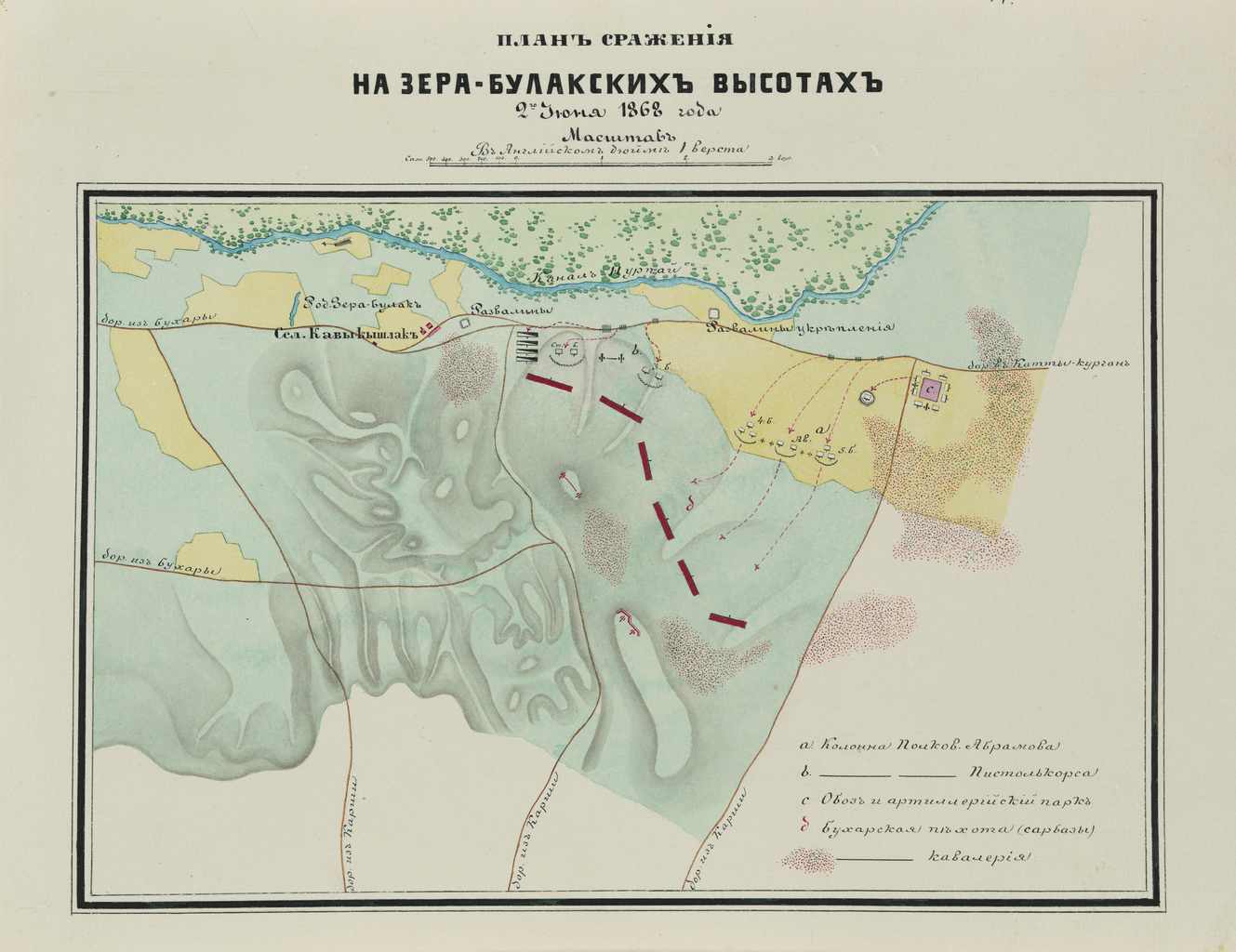
План сражения

На правом фланге батальон пошедших в рукопашную русских пехотинцев численностью 280 человек оказался неожиданно окружен бухарцами: спереди наседала вражеская пехота, с тыла зашла конница. Помочь им не было возможности, но, внезапно бросившись в штыковую атаку, русские солдаты опрокинули врага и сами избавились от окружения, потеряв при этом всего 17 человек ранеными.
Постепенно отступать стала вся бухарская армия, сначала в порядке, а затем — бросая оружие и боеприпасы. К 10 часам утра все было кончено, высоты были очищены от бухарцев. В числе трофеев отряда генерала Кауфмана оказалось артиллерийское орудие и 40 вьючных ящиков со снарядами.
В составе русских войск находился художник — поручик Николай Николаевич Каразин. Он отличился на Зерабулакских высотах, где в рукопашном бою сломалась его сабля. Когда генерал Кауфман увидел это, то сказал, что раз Каразин «испортил» свое оружие, то он пришлет ему другое. Вскоре Николай Николаевич получил от командующего золотое оружие с надписью «За храбрость». Впоследствии Каразин запечатлел события сражения, в котором принимал участие, в картине «Битва при Зерабулаке». Это полотно красочно показывает стремительную атаку русских солдат и паническое бегство бухарской армии.
В результате разгрома на Зерабулакских высотах у эмира Музаффара осталось только 200 человек его собственного конвоя и немногим более тысячи солдат разбитой армии. Вскоре Музаффар запросил мира, и мирный договор был заключен на условиях, предложенных генералом Кауфманом, полностью учитывающих интересы Российской империи. Бухара стала протекторатом России.